# Steve Gatting
Stephen Paul Gatting (ur. 29 maja 1959) to były angielski piłkarz, który najbardziej znany jest z dojścia do finału Pucharu Anglii wraz z Brighton & Hove Albion w 1983 roku. Obecnie jest trenerem w sztabie szkoleniowym zespołu młodzieżowego Arsenalu. Jego bratem jest były angielski krykiecista Mike Gatting, zaś jego syn Joe Gatting również grał w futbol, zaś obecnie reprezentuje klub krykieta Sussex.
- Harris, Jeff & Hogg, Tony (ed.): Arsenal Who's Who. Independent UK Sports, 1995. ISBN 1-899429-03-4. Brak numerów stron w książce
- Steve Gatting. [w:] Arsenal.com [on-line]. [dostęp 2010-05-05]. [zarchiwizowane z tego adresu (7 października 2011)].